# Transmaskulinost
Transmaskulinost, pogosto okrajšana tudi v transmasc, se nanaša na osebo s transspolno in/ali nebinarno in/ali spolno raznoliko spolno identiteto in katere spol je večinoma moški ali maskulin, bodisi po identiteti, spolnem izrazu ali oboje. Navadno opisuje moško ali maskulino osebo, ki ji je bil pri rojstvu pripisan ženski spol. Transmaskuline osebe se lahko identificirajo kot moški, lahko pa tudi ne. Pogosto zase uporabljajo izraze trans in masc.
Transmaskulinost se navadno uporablja kot izraz za transspolne osebe, ki jim je bil pri rojstvu pripisan ženski spol in katerih spol je povsem ali v večini maskulin, vendar to ni izključno. Tudi oseba, ki ji je bil pri rojstvu pripisan moški spol, je lahko opisana kot transmaskulina oseba, v kolikor svoje spolne identitete ne čuti kot docela moške oz. maskuline.
Transmaskulinost je lahko izraz za samostojno spolno identiteto ali pa krovni izraz, ki vključuje različne identitete, kot so:
- transspolni moški,
- nebinarne osebe, ki doživljajo svoj spol bolj moški ali maskulin,
- spolno fluidne osebe, katerih spol je pretežno moški/maskulin, ves čas moški/maskulin ali nekaj časa moški/maskulin,
- demifantje oz. demimoški, ki se delno identificirajo kot moški ali maskulini in delno z drugim społom.

Nasprotje transmaskulini osebi je transfeminina oseba. Izraza transmaskulinost in transfemininost lahko nakažeta, da osebe, ki se tako opisujejo spadajo bolj k eni strani spolno binarnega spolnega sistema, a ne pomeni hkrati, da so osebe omejene na binarnost.

## Etimologija
Izraz transmaskulinost je sestavljen iz predpone "trans-" (kot v "transspolnost") in besede maskulinost. Ena izmed prvih znanih uporab izraza transmaskulinost se je zgodila v letu 1999, z ustanovitvijo drušva DC Area Transmasculine Society. Organizacija si sicer ne pripisuje zaslug za nastanek samega izraza in trdi, da je bila beseda uporabljena že pred njihovo ustanovitvijo.
V letu 2010 je predsednik mreže TransMasculine Community Network S. Leigh Thompson na blogu Rants and Ramblings v eseju z naslovom What's in a Word?: Crafting Transmasculine predstavil rezultate svojega dela z organizatorji in zagovorniki pri oblikovanju definicije izraza transmaskulinost. Opredelitev, ki se je predlagala, je "vsaka oseba, ki ji je bil ob rojstvu pripisan ženski spol, vendar to doživlja kot nepopoln in neustrezen opis svojega spola." Prva različica eseja je bila neodvisno objavljena v letu 2006.
Izraz transmaskulinost je v letu 2013 uporabnik Nico7623 vnesel na spletni slovar Urban Dictionary.
Transmaskulina je bila ena od identitet, ki so postale na voljo v razdelku spola na omrežju Facebook v letu 2014.

## Transmaskulinost in hegemona moškost
Spolne norme in z njimi povezane spolne vloge so značilne za posamezen družbeno-kulturni kontekst in določajo družbeno sprejemljivo vedenje oseb glede na njihov spol, navadno v okviru binarne opredelitve, ki dopušča zgolj opciji moškega in ženskega spola. Pritisk po upoštevanju spolnih vlog prinaša psihološko obremenitev za maskuline osebe. Z moškostjo so povezana družbeno zaželena pričakovanja, kot so izogibanje femininosti, agresivnost in samostojnost, kršenje teh norm pa lahko negativno vpliva na duševno zdravje, saj je neupoštevanje tradicionalnih moških norm družbeno sankcionirano.
Obsežna literatura, objavljena v več desetletjih, kaže, da je upoštevanje tradicionalnih in hegemonih idealov moškosti lahko škodljivo za duševno zdravje, vedenje in odnose fantov in moških ter da je vzporedno zanemarjanje potreb po skrbi za duševno zdravje samo postalo element te hegemone moškosti.
Študija Trans Masculinity: Comparing Trans Masculine Individuals' and Cisgender Men's Conformity to Hegemonic Masculinity iz leta 2022 je pokazala, da so transmaskulini posamezniki dosegali višje rezultate kot cisspolni moški pri dimenzijah čustvene regulacije in samozaupanja, medtem ko so cisspolni moški bolj podpirali norme, kot sta heteroseksualna opredelitev in moč nad ženskami. Raziskovalci so v študiji opozorili na pritisk, ki ga lahko čutijo trans moški, da se prilagodijo nekaterim vidikom hegemone moškosti, tj. vzorca vedenj in praks, ki omogočajo nadaljnjo prevlado moškega spola v družbi. To ima lahko prilagoditveno funkcijo zaščite pred diskriminacijo in grožnjami, ki jih pričakujejo iz okolice.
Raziskava o odnosu do moškega privilegija iz leta 2022 je pokazala, da imajo transmaskulini posamezniki zaradi svoje prvotne socializacije v ženske spolne vloge edinstvene izkušnje in razumevanje moških družbenih privilegijev. Nekatere transmaskuline osebe poročajo, da se, ko so s strani okolice videne kot moški, počutijo varnejše in osvobojene tradicionalnih pričakovanj glede ženskih spolnih vlog. Mnogo transmaskulinih oseb zaradi drugih marginaliziranih identitet (npr. nebele osebe) ne doživljajo moškega družbenega privilegija ali pa ga doživljajo na drugačne načine.

## Človekove pravice in dostop do javnih storitev
Transmaskuline osebe lahko imajo težave pri dostopu do ustrezne zdravstvene oskrbe, še posebej v povezavi z reproduktivnim zdravjem. V nekaterih primerih se posamezniki izogibajo iskanju oskrbe, ki jo potrebujejo, ker jim lahko določeni medicinski postopki poslabšajo doživljanje spolne disforije, V nekaterih primerih se soočajo z oviranjem pri dostopu do storitev ali z nepotrjujočo in neustrezno zdravstveno oskrbo.
Raziskava iz leta 2015 je pokazala, da je bila zavrnitev zdravstvene oskrbe, ki jo doživljajo ali anticipirajo transmaskuline osebe, pomembno povezana z izogibanjem zdravstveni oskrbi, vključno s potrebno oskrbo ob bolezni ali poškodbi.
Transmaskuline osebe se srečujejo tudi z drugimi oblikami diskriminacije zunaj zdravstvenega sistema. Med najbolj pojavnimi oblikami so mikroagresije, tj. verbalne vedenjske ali situacijske opazke, ki izražajo napadalen, ponižujoč ali negativen odnos do stigmatizirane družbene skupine. V kontekstu transmaskulinih oseb to vključuje derogatorne opazke, ki se nanašajo na spolno identiteto ali spolni izraz osebe, kot so: 
- ponižujoči opisi, kot je npr. "tranny", transseksualec, transvestit;
- zavržno imenovanje (izv. deadnaming), tj. imenovanje osebe po njenem zavrženem imenu oz. starem imenu;
- napačno pripisovanje spola, tj. naslavljanje osebe v drugem spolu kot pa je spol te osebe (npr. uporaba napačnih osebnih zaimkov);
- pretirano osredotočanje na telesne značilnosti osebe, najpogosteje na reproduktivne organe;
- vsiljiva vprašanja o intimnih podrobnostih;
- plakati, nalepke, letaki proti transspolnosti in drugo nedirektno sporočanje sovražnosti in nesprejemanja v javnem prostoru.[23]

Medtem ko so transfeminine osebe v splošnem skupina v transspolni skupnosti, ki se sooča z največ predsodki in diskriminacije, pa obstajajo tudi študije, ki kažejo v določenih kontekstih bolj negativne odzive javnosti na transmaskulinost. Transspolni moški so pogosto videni kot geji, zmedeni in abnormalni. Pogosto se jih povezuje s kirurškimi posegi za potrditev spola. Podobne stereotipe doživljajo tudi transfeminine osebe.   